# Linda Darnell

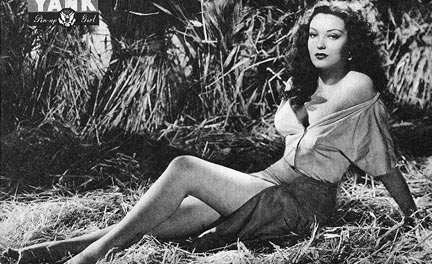
L. Darnell en una foto de un número de 1944 de la revista Yank, the Army Weekly.

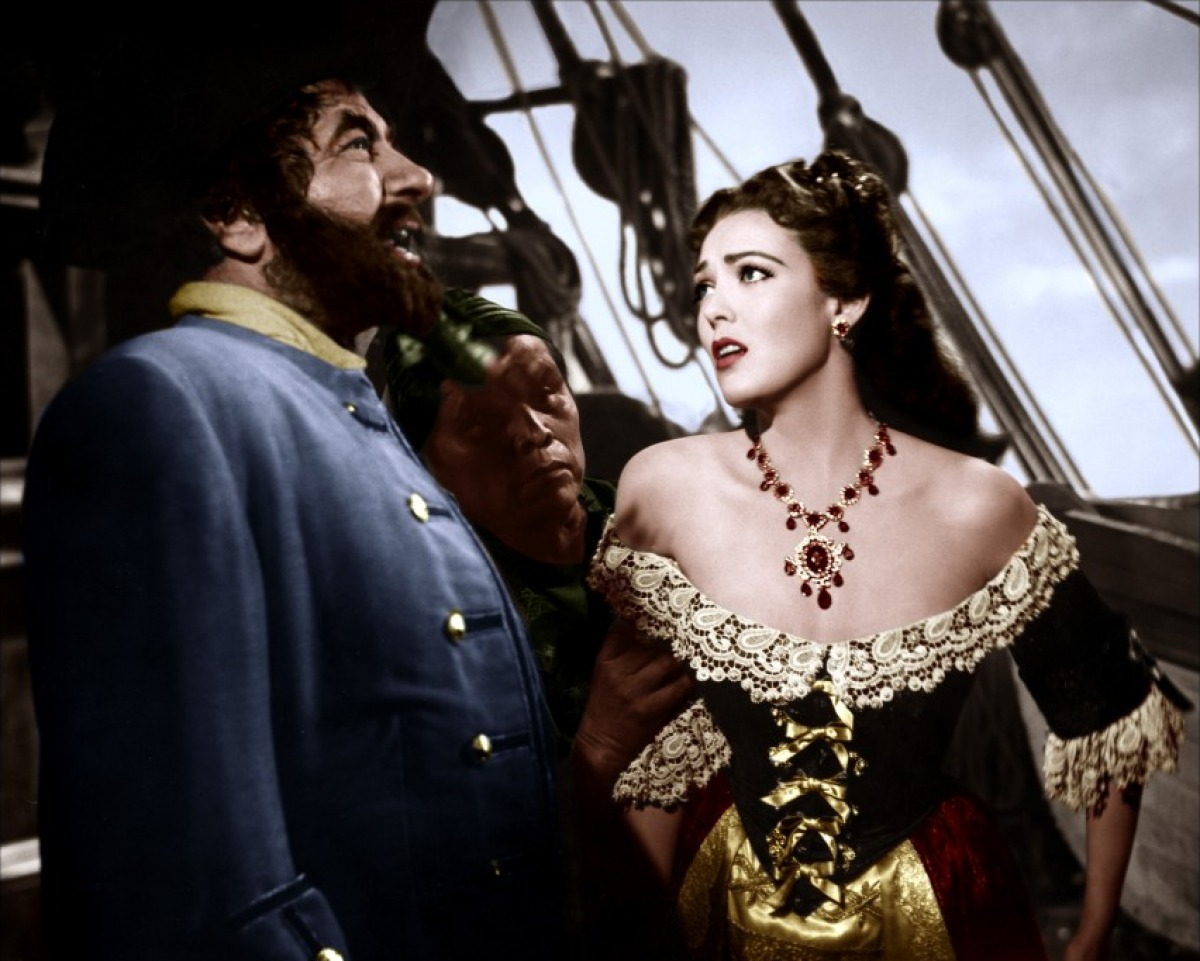
Robert Newton y L. Darnell en parte de un fotograma de la película de 1952 Blackbeard the Pirate, de Raoul Walsh.

Monetta Eloyse Darnell, conocida artísticamente como Linda Darnell (Dallas, 16 de octubre de 1923 - Glenview, 10 de abril de 1965) fue una actriz estadounidense de cine clásico.

## Biografía
Fue modelo desde la edad de 11 años, y actuó en el teatro desde los 13. En 1937 se presentó para una prueba de cine en Dallas organizada por un cazatalentos de 20th Century Fox; pero finalmente fue rechazada porque les pareció demasiado joven. Sin embargo, llamó la atención por su belleza y dos años más tarde, el productor Darryl F. Zanuck, fundador de Fox, le pidió que fuera a Hollywood. Así, cuando Linda tenía solo 16 años, firmó su primer contrato cinematográfico.
En 1940 representó el personaje principal femenino en El signo del Zorro, que contaba con Tyrone Power como protagonista masculino y al año siguiente trabajó otra vez con Power en Sangre y arena (1941). En 1946 colaboró en My Darling Clementine.
En 1944, apareció en Buffalo Bill interpretando a una cheyenne junto a Joel McCrea, Anthony Quinn y Maureen O'Hara.
En 1945 intervino en Fallen Angel dirigida por Otto Preminger y protagonizada por Dana Andrews y Alice Faye.
En 1947 consiguió el papel de protagonista en Forever Amber, basada en una novela histórica de notable éxito que en su momento fue denunciada como inmoral. El personaje de Amber en la novela era llamado así a causa de su color de pelo, y esta es la única de sus actuaciones principales en la que Linda Darnell —normalmente conocida por su cabello castaño u oscuro— aparece como rubia.  
Consiguió mucho prestigio como actriz en Unfaithfully Yours (1948), con Rex Harrison, y Carta a tres esposas (1949); pero en 1951 lox no le renovó el contrato y pasó a trabajar con RKO. De esta época son Blackbeard the Pirate (1952) con Robert Newton y Second Chance (1953) con Robert Mitchum.
Después de actuar en dos producciones italianas dirigidas por Giuseppe Amato en 1955, consigue cierto éxito como actriz de teatro en obras como Tea and sympathie, Janus y Late love, entre otras, y trabaja también en algunos episodios de series de televisión. Linda Darnell vuelve al cine en 1965 con la que sería su última película, Black Spurs. 
Estuvo casada con el fotógrafo cinematográfico J. Peverell Marley (1944-1951), con el rico cervecero Philip Leibmann (1954-1955) y con el piloto Merle Roy Robertson (1957-1963). Darnell y su primer marido adoptaron una hija, Charlotte Mildred "Lola" Marley.

## Muerte
Linda Darnell murió el 10 de abril de 1965 a la edad de 41 años, como consecuencia de un incendio en su vivienda. Logró sobrevivir con quemaduras de tercer grado y el rostro desfigurado. Falleció mientras recibía asistencia médica. Su tumba está en el cementerio de la Unión Hill, Chester County, Pensilvania, en la parcela familiar de su yerno. 
Tiene una estrella en Hollywood en el Paseo de la Fama.